# Pustritz, Šentandraž v Labotski dolini
Pustritz je naselje v Občini Šentandraž v Labotski dolini v Okraju Volšperk na Koroškem v Avstriji.